# Agrochola pauli
Agrochola pauli är en fjärilsart som beskrevs av Otto Staudinger 1891. Agrochola pauli ingår i släktet Agrochola och familjen nattflyn. Inga underarter finns listade i Catalogue of Life.